# Klyne
Klyne je nizozemské popové duo, založené v roce 2014, tvořené zpěvákem Nickem Kleinem a producentem a hudebníkem Ferdousem Dezhadem. Původně se duo jmenovalo po zpěvákovi Nick Klein, ale v roce 2015 se přejmenovalo na Klyne. Ve stejném roce vydalo první single Paralyzed.

## Diskografie
- Paralyzed (Single) - 2015
- Closer (Single) - 2016
- Waiting (Single) - 2016
- Water Flow (Single) - 2016
- Water Flow (Remixes) - EP (EP) - 2016
- Don't Stop (Single) - 2016
- Klyne (Album) - 2017
- B-sides EP (EP) - 2017